# 胡椒科
胡椒科(Piperaceae)包括5属，约3100种植物，分布在热带、亚热带地区，中国有4属70种。臺灣有3屬22種。都含香精；其中胡椒属、草胡椒属应用最广，尤其是胡椒（Piper nigrum）。
不论是克朗奎斯特分类法还是2003年的APG II 分类法都将胡椒科分入胡椒目，克氏分类法将其列入木兰亚纲，APG将其列入木兰分支。

## 形态
- 直立、蔓生的草本、灌木；木质的常绿，茎具分离维管束，有时多少散开，似单子叶植物，草本的常多汁。
- 单叶互生，对生或轮生，往往肉质，掌状脉或羽状脉，全缘，具叶柄，如托叶存在，与叶柄合生。
- 花极小，有苞，常两性，有些单性，常集成肉质的穗状花序，或再排列成伞状，无花被，雄蕊1～10，花药有2个药室，纵裂，花粉粒小，具单槽，有厚皮层；草胡椒属的花粉无萌发孔；雌蕊1，子房上位，心皮1～4(5)合成一室，有一着生基底的直生胚珠，花柱1或无，柱头1～4(5)；
- 小型核果，种子小，有多量粉状外胚乳，染色体基数x＝8、11、12、14、20。

## 属
胡椒科包含3亚科共5属：
- 多柱椒草亚科 Verhuellioideae Samain & Wanke
多柱椒草属 Verhuellia Miquel 1843 (3个种)
- 齐头绒亚科 Zippelioideae Samain & Wanke
齐头绒属(Zippelia) Blume 1830 (1个种)
鞭胡椒属 Manekia Trelease 1927 (6个种)
- 胡椒亚科 Piperoideae Arnott
胡椒属 (Piper) Linnaeus 1753 (约2000种)
草胡椒属 (Peperomia) Ruiz & Pavon 1794 (约1500种)